# Doodstraf in Koeweit
In Koeweit is de doodstraf de zwaarst mogelijke straf die een rechter aan een veroordeelde kan opleggen. Koeweit kent de doodstraf voor een groot aantal vergrijpen, waaronder terrorisme waarbij dodelijke slachtoffers zijn gevallen (verplicht), moord met voorbedachten rade, het geven van een valse getuigenis waardoor een onschuldig iemand geëxecuteerd is, het vernietigen van gebouwen die eigendom zijn van de overheid of die bekend staan als bewoond, verkrachting, ontvoering, drugshandel en spionage. Volgens de Koeweitse militaire code kunnen de volgende militaire overtredingen met de dood worden bestraft: het onthullen van geheime informatie, lafheid, desertie, collaboratie, rebellie, insubordinatie en het verstoren van acties in de verdedigingslinie. Daarnaast kunnen vijandelijke soldaten worden geëxecuteerd als zij oorlogsmisdaden plegen of spioneren op het Koeweitse leger of de regering.

## Wettelijke procedure
Nadat een persoon ter dood is veroordeeld door een Koeweitse rechtbank, wordt er automatisch hoger beroep aangetekend. In het hoger beroep wordt rekening gehouden met de misdaad, het door de rechtbank beoordeelde bewijs, eerdere veroordelingen van de beklaagde en andere factoren. Als het hof van beroep het beroep afwijst, gaat de zaak naar het Hof van Cassatie (Hooggerechtshof), het hoogste juridische orgaan in het land. Zodra de zaak is herzien, moet de emir van Koeweit de uitspraak goedkeuren. Wanneer dit gebeurt, wordt er door de opperrechter een executiebevel uitgevaardigd, waarin de datum, tijd, plaats en methode (meestal ophanging) van de executie worden vermeld, dat aan de aanklager wordt gegeven.
Zwangere vrouwen, vrouwen met kleine kinderen en jongeren die op het moment dat de misdaad werd gepleegd jonger waren dan 18 jaar kunnen niet ter dood worden veroordeeld. Geestelijk zieke personen zijn volgens de Koeweitse wet in geen enkel geval verantwoordelijk voor strafrechtelijke aanklachten en kunnen dus ook niet ter dood worden veroordeeld.
Executies worden uitgevoerd door middel van ophanging, waarbij de veroordeelde een vooraf berekende val maakt zodat de nek direct breekt. Sinds 2002 worden executies uitgevoerd in het Naye-paleis. Het is gebruikelijk dat de pers en het publiek na de executie de lichamen mag zien en foto’s mag maken. Af en toe vinden executies in het openbaar plaats. 
Ondanks het grote aantal vergrijpen waar de doodstraf op staat, zijn executies in Koeweit relatief zeldzaam. In 2013 werden drie mannen in het openbaar opgehangen voor moord. Dit waren de eerste executies in bijna zeven jaar. Vier jaar later, in januari 2017, werden zeven mensen tegelijk opgehangen, waaronder een lid van de koninklijke familie die veroordeeld was voor moord. De volgende executies plaats in november 2022, waarbij opnieuw zeven mensen werden opgehangen. In juli 2023 werden vijf mensen opgehangen.